# Georg Joachimoglu
Georg Joachimoglu (deutsch für griechisch Γεώργιος Χ. Ιωακείμογλου Georgios Ch. Ioakimoglou, englisch auch George Joachimoglu; * 28. Dezember 1887 in Koula; † 1979 in Athen) war ein griechischer Pharmakologe und Universitätsprofessor.

## Biografie
Joachimoglu stammte aus einer griechischen Kaufmannsfamilie. Er besuchte das Gymnasium in Smyrna, das er im Juli 1905 mit dem Reifezeugnis verließ. Danach studierte er zehn Semester lang Medizin an der Universität Berlin. Im Januar 1911 wurde er mit Experimentelle Beiträge zur Anaphylaxie bei Arthur Heffter promoviert. Nach kurzer Zeit als Arzt in Smyrna kam er zurück Berlin, wo er zwei Jahre lang als Assistent unter Emil Fischer arbeitete und Chemie studierte. Ab 1913 arbeitete er als Assistent unter Arthur Heffter am Pharmakologischen Institut der Universität Berlin, wo er 1918 auch habilitiert wurde.
Im September 1920 wurde er während der Besetzung von Smyrna nach Smyrna gerufen, um Constantin Carathéodory bei der Organisation der Universität Smyrna zu unterstützen und die Professur für Hygiene und Mikrobiologie anzunehmen. Aufgrund der Vertreibung der Griechen im Griechisch-Türkischen Krieg und dem Brand von Smyrna im September 1922 kam Joachimoglu mit seiner Mutter, seiner verwitweten Schwester und deren zwei Kinder nach Berlin.
Als Heffter 1923 Rektor wurde und später erkrankte, wurde Joachimoglu zum außerordentlichen Professor für experimentelle Pharmakologie ernannt und übernahm die Leitung des Pharmakologischen Instituts bis zur Berufung Paul Trendelenburgs 1927.
Von 1928 bis 1958 war Joachimoglu ordentlicher Professor der Universität Athen und leitete das dortige Pharmakologische Institut. 1929 wurde er Mitglied der Akademie von Athen auf Lebenszeiten gewählt. Ab 1935 leitete er für zwanzig Jahre den Obersten Gesundheitsrat Griechenlands.
Joachimoglu war ab 1958 Mitglied des Permanent Central Narcotics Board und ab 1963 Präsident der Drug Supervisory Body der UNO. Er trat im März 1968 zurück, als diese beiden Gremien zum Internationalen Suchtstoffkontrollrat vereinigt wurden.
Die Universität Hamburg verlieh Georg Joachimoglu die Goldmedaille der Medizinischen Fakultät.